# 네 개의 서명

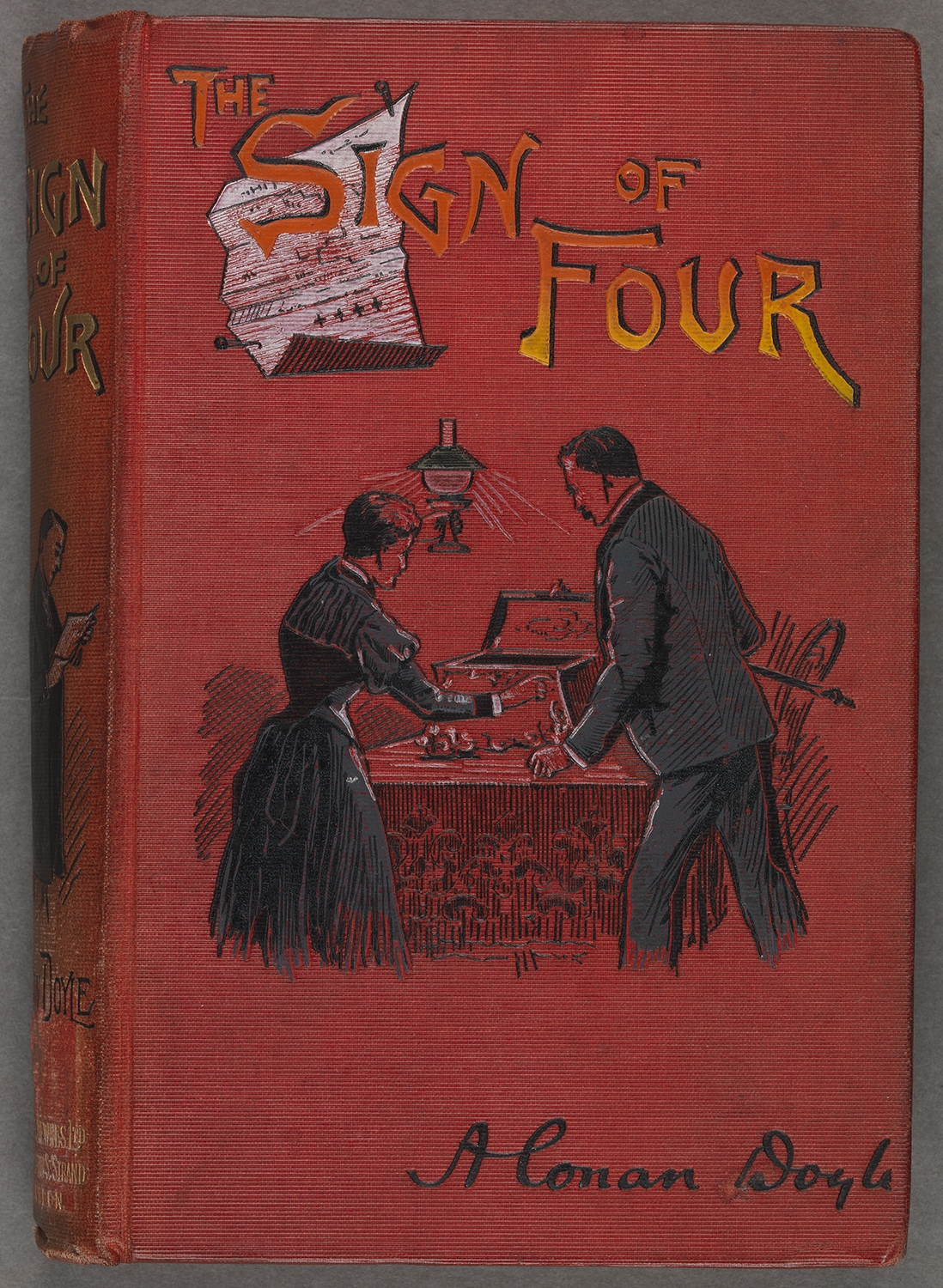

《네 사람의 서명》혹은 《네 개의 서명》(The Sign of Four, 1890년 발표)는 아서 코난 도일의 셜록 홈즈 시리즈 작품 중 하나이다.
셜록 홈즈 시리즈 작품 중 두 번째로, 첫 번째 《주홍색 연구》에 주목한 미국 출판사의 의뢰로 제작되어,《Lippincott's Monthly Magazine》에 발표. 당초 제목은 《'The Sign of the Four'》였으며, 작자의 의향에 따라 후에 'the'가 빠지게 되었다.

## 줄거리
네 개의 서명은 주홍색 연구 사건 발생 7년 후의 이야기를 다뤘다. 셜록 홈즈가 해결한 사건 중에서 가장 널리 알려진 것으로 꼽히며, 홈즈가 처음이자 마지막으로 사람을 죽인 사건이기도 하다. 홈즈는 바솔로뮤 숄토의 죽음에 관련된 미스터리를 풀어가며 도둑맞은 아그라의 보물을 추적한다. 보물을 숨긴 자들이 표시한 네 개의 기호를 따라 기호에 표시된 네 명의 사람들을 찾아 조사한다. 결국, 셜록 홈즈는 바솔로뮤 솔토가 실종된 이유를 알아내고 범인을 잡는다. 그 사이, 왓슨과 사건 의뢰인 메리 모스톤은 로맨스에 빠지고, 메리는 왓슨의 청혼을 받아들인다.